# 乙酸锑
乙酸銻是一種化學物質，为白色粉末，分子式為Sb(CH3COO)3，是製造人造纖維的催化劑。

## 制备
三氧化二锑和乙酸酐反应，可以得到乙酸锑。

## 外部連結
- Jmol 三維圖像 I（页面存档备份，存于）
- Jmol 三維圖像 II（页面存档备份，存于）